# Municipio de De Groat
El municipio de De Groat (en inglés: De Groat Township) es un municipio ubicado en el condado de Ramsey en el estado estadounidense de Dakota del Norte. En el año 2010 tenía una población de 22 habitantes y una densidad poblacional de 0,23 personas por km².

## Geografía
El municipio de De Groat se encuentra ubicado en las coordenadas 48°19′58″N 98°59′41″O / 48.33278, -98.99472. Según la Oficina del Censo de los Estados Unidos, el municipio tiene una superficie total de 94.72 km², de la cual 82,43 km² corresponden a tierra firme y (12,97 %) 12,29 km² es agua.

## Demografía
Según el censo de 2010, había 22 personas residiendo en el municipio de De Groat. La densidad de población era de 0,23 hab./km². De los 22 habitantes, el municipio de De Groat estaba compuesto por el 100 % blancos. Del total de la población el 0 % eran hispanos o latinos de cualquier raza.